# 機智的露營生活
《機智的露營生活》（韓語：슬기로운 캠핑생활）；是韓國tvN人氣電視劇《機智醫生生活》、《機智醫生生活2》系列的外傳節目，講述五位主演 曹政奭、柳演錫、鄭敬淏、金大明、田美都 為了「給第二季加油」而去露營的故事。

## 節目背景
2020年7月2日，申元浩導演和羅䁐錫導演於YouTube頻道YouTube上的Channel十五夜頻道直播《機智的清空硬盤》來報答正在等待《機智醫生生活》第二季的觀眾。每週公開不同的影片，例如：選角、初見面、幕後花絮等等。直播期間，在羅䁐錫導演詢問之下，金大明提到：「大家都說其實不管去哪裡都好，我們甚至曾討論過要一起露營。」就這麼展開了此綜藝節目的雛形。
直播結束後數月，五位主演（99's）為了第二季劇中的樂隊團練再次相聚，練團完後一夥人到餐廳慶功，把酒言歡間談妥了露營事宜。亦只因柳演錫有露營的經驗，最後全部人都決定一切聽從他的意見，而《機智的露營生活》就此開錄。

## 節目簡介
從2021年3月4日開始在YouTube頻道《Channel十五夜》播出的綜藝節目。與之前的節目不同，沒有在電視上播出，只在YouTube上每週四晚9點公開。由申元浩PD執導，亦同時親自參與了與成員們的遊戲，拍攝了2天1夜，但分量卻達到了6集。
《機智的露營生活》的第2至4集是與同一時期上市的《出差十五夜》合作，在相關畫面上方就有《出差十五夜》和《機智的露營生活》的標誌。第3集的主體是《機智的露營生活》，第2集和第4集的主體是《出差十五夜》。實際上《機智的露營生活》第2、4集也被分類爲《出差十五夜》第1、2集，演出風格也接近新西遊記系列。
現有的《機智的露營生活》tvN電視版均用《Channel十五夜》於2021年3月12日至3月19日以每期5分鐘的「特別形式」編成。但在2021年6月10日，也是在《機智醫生生活2》首播前一星期，在電視上播出特別編輯版，將在《Channel十五夜》播放的《機智的露營生活》和《機智醫生生活》幕後花絮，製作成1小時43分13秒的電視版。

## 節目成員
| 姓名   | 姓名   | 出生日期 （年齡） | 職業 |
| 漢字   | 諺文   | 出生日期 （年齡） | 職業 |
| ------ | ------ | ----------------- | ---- |
| 曹政奭 | 조정석 | 1980年12月26日    | 演員 |
| 金大明 | 김대명 | 1981年2月16日     | 演員 |
| 田美都 | 전미도 | 1982年8月4日      | 演員 |
| 鄭敬淏 | 정경호 | 1983年8月31日     | 演員 |
| 柳演錫 | 유연석 | 1984年4月11日     | 演員 |

## 網絡版各集內容
| 集數                                      | 播出日期      | 播出內容 | 網上完整版片段 |
| ----------------------------------------- | ------------- | --- | -------------- |
| 機智的露營生活 預告1                      | 2021年2月25日 | - 機智的露營生活開始了！！！！ \| 機智的露營生活 |                |
| 機智的露營生活 預告2                      | 2021年3月1日  | - 來~ 我們99's朋友們要拍海報了！ 機智的露營生活 在拍海報的時候，真的很吵、很興奮、很刺激、很新穎，我們看一下淘氣鬼們吧~ |                |
| 機智的露營生活 EP.0                       | 2021年3月4日  | - 我說過我喜歡露營嗎？ 我們去露營吧！ 瞭解露營的演錫下決心一定要和99's一起去露營的理由開始，露營演示，買菜，打包行李，還有去露營地的路上！ |                |
| 機智的露營生活 EP.1-1                     | 2021年3月11日 | - 你最近爲你做什麼？ 我跟99's一起去露營吧！ 露營是什麼？感性？感性！！ 越剝越愛笑的演錫從行李包開始，小小環節中的環節，連想象不到的真面目都GO NO！！按照總導演演錫的引領，尋找野營樂趣的99's CAMRENE們，99's邀請大家來露營。[機智的露營生活] 正式開始~始！                                         |                |
| 機智的露營生活 EP.1-2                     | 2021年3月11日 | - 真是夢幻般的吃貨鬼怪們啊~ 用魚餅湯洗魚餅？沒洗？ 魚餅討論，勝者是誰？！邕東和鐵板雞的鬥爭，還有當天配送過來的OO！與露營希望之星呼應，現在是沉醉於露營地閒暇時間！來露營的99's的治癒露營公開！！                                                                                                  |                |
| 機智的露營生活 EP.1-3                     | 2021年3月11日 | - Mido和Falasol在唱 [以爲會玩遊戲] "別讓我無趣了！！！"[機智的露營生活] 這次是興致UP，讓99's陷入衝擊的衝擊性事實！爲99's準備的特別的禮物是？ |                |
| 出差十五夜 EP.1-1 x 機智的露營生活 ep.2-1 | 2021年3月12日 | - 不是來欺負我的。 只是來製造美好的回憶，人物問答(上) 一叫，就跑！世界首次（？）綜藝配送服務出差15夜 |                |
| 出差十五夜 EP.1-2 x 機智的露營生活 EP.2-2 | 2021年3月12日 | - 這裏明明有食材 沒有（？），人物問答(下) 一叫，就跑！世界首次（？）綜藝配送服務出差15夜 |                |
| 機智的露營生活 EP.3-1 x 出差十五夜        | 2021年3月18日 | - 這些都是我的 誰不搶着吃。 幸福露營晚餐 炸雞滿滿的Selcam廚房開業了~ 晚上也很忙的演錫和比任何人都對牛排認真的政奭，大明媽媽牌辛奇湯擔當美都和大明，還有負責快樂的敬淏！！！ 豐盛平穩的晚餐後突然開始的OO理想型世界盃！ 人生時隔39年.. 第一次聽到這種新鮮的對話主題，大家異口同聲的理由是什麼？！！ |                |
| 機智的露營生活 EP.3-2 x 出差十五夜        | 2021年3月18日 | - 我不是黑幫 我是黑手黨 羅PD說'什麼都沒做呢' 還沒開始呢" 機智的露營生活 x 出差十五夜 第二場遊戲 開始！"在機智的城市裏，天亮了。 請擡頭"殺掉！殺掉！充滿殺氣話的混亂機智的城市，要一起嗎？！ |                |
| 出差十五夜 EP.2-1 x 機智的露營生活 EP.4-1 | 2021年3月19日 | - 沒能守護，對不起，新西遊記那個遊戲！寂靜中的吶喊！ |                |
| 出差十五夜 EP.2-2 x 機智的露營生活 EP.4-2 | 2021年3月19日 | - 傳奇誕生，用真笑容讓人流眼淚的高冷敬淏和發聲浪費演錫的寂靜中的吶喊！ |                |
| 機智的露營生活 EP.5                       | 2021年3月25日 | - 終於安靜的時間，時間可惜的野營夜深了！ |                |
| 機智的露營生活 EP.6-1                     | 2021年4月1日  | - 野營早晨來臨。 不是黑手黨，餓的人請站起來。 度過喧鬧的夜晚，不知不覺迎來99's的寂靜的早晨野營第二天 99's最先做的事情是？公開飢餓的我們99's的早餐晚餐路線！ |                |
| 機智的露營生活 EP.6-2                     | 2021年4月1日  | - 現場劇場式餐廳（feat.螞蟻和紡織女）and... 第二季 Coming Soon~！ 哇啊昂~~令人歎爲觀止的99's早餐主路線！山珍海味！解酒最棒！ 幸福本身，大家等待已久的旋律即將來臨。 |                |

## 外部連結
- 韓國tvN官方網站 （页面存档备份，存于）
- 韓國tvN 出差十五夜的官方網站 （页面存档备份，存于）
- YouTube上的Channel十五夜頻道